# 山室直儀
山室 直儀（やまむろ ただよし、1960年 - ）は、日本のアニメーター。神奈川県小田原市に生まれる。武蔵野美術大学 デザイン学部 芸能デザイン学科（現・空間演出デザイン学科）卒業。進藤プロダクションでアニメーション制作の修行を積む。その後独立し、東映アニメーション専属アニメーターとなる。若い頃より、多くの作品で作画監督を務めた。2015年4月18日公開の映画『ドラゴンボールZ 復活の「F」』では、監督と作画監督を兼任した。この作品は、「第39回 日本アカデミー賞 優秀アニメーション作品賞」を受賞した。少林寺拳法四段。

## 来歴
初期には『天使のたまご』や『天空の城ラピュタ』といった映画作品にてアニメーターとして参加した。
テレビアニメ『Dr.スランプ アラレちゃん』に動画で参加して以降、同じ放送枠の『ドラゴンボール』『ドラゴンボールZ』『ドラゴンボールGT』『ドクタースランプ』で鳥山明原作作品に関わり続ける。1991年に同じ進藤プロの進藤満尾から引き継ぐ形で作画監督に就く。東映動画（当時）に移籍後は、前田実・中鶴勝祥・佐藤正樹に代わる『ドラゴンボール』シリーズのトップアニメーターの役割を担うこととなった。
本人は少林寺拳法をやっており、「アクション作品がやりたい」と思っていたところ『ドラゴンボール』が始まり「やった!!」と思ったと話している。
その後、DVD版『ドラゴンボール』シリーズのパッケージイラストなどで鳥山明作品に携わる一方、『ONE PIECE』や『デジモン』シリーズなどの制作にも参加する。
2008年にフジテレビの深夜枠で放送された『墓場鬼太郎』では、キャラクターデザインと総作画監督を務めた。この作品は、第8回映像技術賞映像技術奨励賞・ノイタミア賞を受賞し、高い評価を得た。

## 担当作品

### テレビアニメ
1986年
- Dr.スランプ アラレちゃん（動画）
- ドラゴンボール（原画、動画）

1987年
- 仮面の忍者 赤影（原画）

1988年
- 魔神英雄伝ワタル（原画）
- ミスター味っ子（原画）

1989年
- ドラゴンボールZ（作画監督、原画）
- らんま1/2 熱闘編（原画）

1996年
- ドラゴンボールGT（総作画監督、作画監督、原画）

1997年
- ドクタースランプ（キャラクターデザイン、作画監督）

1999年
- ONE PIECE（作画監督、原画）

2001年
- デジモンテイマーズ（作画監督、原画）

2002年
- デジモンフロンティア（総作画監督、作画監督、原画）

2003年
- 金色のガッシュベル!!（作画監督、原画）

2004年
- 冒険王ビィト（総作画監督、キャラクターデザイン、原画）

2005年
- BLOOD+（原画）
- 冒険王ビィト エクセリオン（総作画監督、キャラクターデザイン）

2006年
- 神様家族（原画）
- デジモンセイバーズ（原画、OP第二作画）

2007年
- Yes!プリキュア5（原画）
- 史上最強の弟子ケンイチ（原画）
- はたらキッズ マイハム組（キャラクターデザイン）

2008年
- キャシャーン Sins（作画監督、原画）
- 墓場鬼太郎（キャラクターデザイン、総作画監督、作画監督、原画）
- ねぎぼうずのあさたろう（作画監督、原画）

2009年
- ドラゴンボール改（オープニング、エンディング）

2011年
- トリコ（作画監督、原画）

2012年
- 探検ドリランド（原画）

2013年
- ONE PIECE エピソードオブメリー 〜もうひとりの仲間の物語〜（原画）

2014年
- ディスク・ウォーズ:アベンジャーズ（キャラクターデザイン）

2015年
- ドラゴンボール超（キャラクターデザイン、作画監修、絵コンテ、総作画監督、作画監督）

2020年
- ドラゴンクエスト ダイの大冒険 (2020)（原画）

2022年
- デジモンゴーストゲーム（作画監督）

2024年
- 逃走中 グレートミッション（絵コンテ）
- ドラゴンボールDAIMA（総作画監督、作画監督、原画）

### 劇場アニメ
1984年
- Dr.スランプ アラレちゃん ほよよ!ナナバ城の秘宝（動画）

1985年
- Dr.スランプ アラレちゃん ほよよ!夢の都メカポリス（動画）

1986年
- うる星やつら4 ラム・ザ・フォーエバー（動画）
- 天空の城ラピュタ（動画協力）
- 北斗の拳（動画）

1988年
- ドラゴンボール 摩訶不思議大冒険（原画）

1990年
- ドラゴンボールZ この世で一番強いヤツ（原画）
- ドラゴンボールZ 地球まるごと超決戦（原画）

1991年
- とべ!くじらのピーク（原画）
- ドラゴンボールZ 超サイヤ人だ孫悟空（原画）
- ドラゴンボールZ とびっきりの最強対最強（原画）

1993年
- ドラゴンボールZ 燃えつきろ!!熱戦・烈戦・超激戦（キャラクターデザイン、作画監督）
- ドラゴンボールZ 銀河ギリギリ!!ぶっちぎりの凄い奴（キャラクターデザイン、作画監督、原画）

1994年
- ドラゴンボールZ 危険なふたり!超戦士はねむれない（キャラクターデザイン、作画監督、原画）
- ドラゴンボールZ 超戦士撃破!!勝つのはオレだ（キャラクターデザイン、作画監督、原画）

1995年
- ドラゴンボールZ 復活のフュージョン!!悟空とベジータ（キャラクターデザイン、作画監督、原画）
- ドラゴンボールZ 龍拳爆発!!悟空がやらねば誰がやる（キャラクターデザイン、作画監督、原画）

1996年
- ドラゴンボール 最強への道（キャラクターデザイン、作画監督、原画）

1999年
- ドクタースランプ アラレのびっくりバーン（作画監督補佐、原画）

2000年
- デジモンアドベンチャー02 前編・デジモンハリケーン上陸!!／後編・超絶進化!!黄金のデジメンタル（原画）

2001年
- デジモンテイマーズ 冒険者たちの戦い（キャラクターデザイン、作画監督、原画）

2002年
- デジモンフロンティア　古代デジモン復活!!（作画監督、原画）

2004年
- 聖闘士星矢 天界編 序奏〜overture〜（原画）
- ONE PIECE 呪われた聖剣（原画）

2005年
- 映画 ふたりはプリキュア Max Heart（原画）
- 劇場版 金色のガッシュベル!! メカバルカンの来襲（総作画監督、キャラクターデザイン）

2006年
- デジモンセイバーズ THE MOVIE 究極パワー! バーストモード発動（キャラクターデザイン、作画監督、原画）

2007年
- ONE PIECE エピソードオブアラバスタ 砂漠の王女と海賊たち（エンディングアニメーション）
- Dr.マシリト アバレちゃん（キャラクターデザイン、作画監督）

2009年
- ONE PIECE FILM STRONG WORLD（作画監督補佐）

2011年
- トリコ 3D 開幕!グルメアドベンチャー!!（キャラクターデザイン、作画監督、原画）
- 手塚治虫のブッダ -赤い砂漠よ!美しく- （絵コンテ、作画監督、原画）
- 映画 スイートプリキュア♪ とりもどせ! 心がつなぐ奇跡のメロディ♪（原画）

2012年
- ONE PIECE FILM Z（原画）

2013年
- ドラゴンボールZ 神と神（絵コンテ、アニメーションキャラクター設計、総作画監督、原画）
- BAYONETTA BLOODYFATE（アニメーター）

2014年
- BUDDHA2 手塚治虫のブッダ -終わりなき旅-（絵コンテ、原画）

2015年
- ドラゴンボールZ 復活の「F」（監督、絵コンテ、アニメーションキャラクター設計、作画監督）

2023年
- 鬼太郎誕生 ゲゲゲの謎 （総作画監督補佐、原画）

### OVA
- ドラゴンボール 超サイヤ人絶滅計画（キャラクターデザイン、作画監督）
- 天使のたまご（動画）

### Webアニメ
- スーパードラゴンボールヒーローズ プロモーションアニメ（2018年 - 2023年、キャラクターデザイン、総作画監督、絵コンテ、演出、作画監督）

### コンピュータゲーム
- クロノ・トリガー（アニメーションキャラクターデザイン、作画監督）
- Dr.スランプ（キャラクターデザイン）

## 漫画
- ドクタースランプ（作画、1997年 - 2000年）

## テレビ出演
※1993年6月 - フジテレビ系『ウゴウゴルーガ』内「おしごといっぱい」コーナーにてアニメーターとしてテレビ出演した。
※2013年3月24日 - フジテレビ『ほこ×たて ドラゴンボールクイズ対決』にて、ドラゴンボールマニアと対決する、アニメーション制作者としてテレビ出演した。
※2015年2月23日 - NHK『クローズアップ現代 逆襲なるか 日本アニメ』にて、アニメーション制作者としてテレビ出演した。